# إليك كير
إليك كير (1876 في أستراليا - 30 أبريل 1953 في نيوزيلندا) (بالإنجليزية: Alec Kerr)‏ هو لاعب كريكت نيوزلندي.

## وصلات خارجية
- إليك كير على موقع إي آس بي آن كريك إنفو (الإنجليزية)